# Organic Call
Organic Call（オーガニック・コール）は、2017年に活動を開始した東京発4人組オルタナティヴ・ロックバンド。略称はオガコ。「強い信念を持ち、明日への微かな希望を唄う」をバンドの信念として掲げている。

## メンバー

### 現メンバー
- 平田真也（ひらたなおや、1996年11月30日 - ）
  - 青森県出身。
  - ボーカルとギターを担当。
  - 初めて行ったライブは、2011年10月8日の地元青森Quarterで観た「凛として時雨」[1]。
- カワカミトモキ（1991年4月5日 - ）
  - 鳥取県東伯郡琴浦町出身
  - ギターとコーラスを担当。
  - 中1の時に先輩が文化祭で組んでいたバンドに衝撃を受けアコギを購入、中学2年生の11月15日にエレキギターを始める。エレキギター人生が始まった日ということで今でも日付まで覚えているという。
  - 初めてコピーしたSUM41の曲を文化祭で披露したのが初ステージ。
- タカハシシモン
  - ベースを担当。
  - 2022年6月よりサポート・ベーシストとして参加していたが、2023年9月1日に行われた3rd mini album 「夢泳ぐ鵠の行方」リリースツアー「Swan-Dive Tour 2023」のツアーファイナル公演より正式メンバーとして加入[2]。

### 元メンバー
- 植木貴士
  - ベースを担当。
  - 2017年12月16日 - 2021年11月24日まで在籍。
- きっつー（1992年12月15日 - ）
  - ドラムスとコーラスを担当。
  - 趣味が料理でInstagramでは自作料理の写真を載せる「きっつー食堂」というアカウントがある。
  - サーキットを初めとしたイベント「旬は巡る。」を下北沢、大塚、渋谷など特定の場所で行わず定期的に開催、サーキットイベントでは過去最大 400 人を動員。
  - 元々渋谷CLUB CRAWLで働いていてブッキングイベントを組んでいた。[3]
  - 局所性ジストニアにより活動休止し、2022年8月13日に脱退。

## 来歴

### 2016年
- 12月18日　平田真也、カワカミトモキ、きっつー各々のバンドの解散を経て、結成。

### 2017年
- 2月3日　下北沢MOSAiCにて初ライブを行う。
- 7月2日　下北沢MOSAiCにて初シングル「方舟の案内人」発売。初ツアーを敢行。
- 7月17日　新宿タワーレコード限定にて、1stシングル発売開始。
- 8月26日　渋谷CLUB CRAWLにて初ツアーファイナル開催。
- 9月6日　㈱MASH A&R主催オーディション「MASH FIGHT Vol.6」７月度MONTHLY ARTIST選出。
- 11月3日　下北沢のサーキットイベント、「KNOCKOUT FES 2017 autumn」にてバンド初の入場規制。
- 12月16日　YUMEGIWA GIRL FRIEND共催企画「前線よりVol.1」を下北沢MOSAiCにて開催。この日よりBa.「植木貴士」が正式加入。

### 2018年
- 2月3日　始動1周年記念&2nd Single「黎明を待つ旅人」発売し、下北沢MOSAiCにてレコ発を開催、2度目のツアーを敢行。
- 2月25日　きっつー(Dr)主催のサーキットイベント「ENVELOPE FESTIVAL Vol.3」 サーキット初トリに抜擢。
- 2月26日　ロッキング・オンが主催するオーディション「RO JACK」にて１月入賞アーティスト選出。
- 4月4日　新宿タワーレコード限定で2ndシングルを発売開始。
- 4月14日　1st single「方舟の案内人」完売。
- 4月21日 ホームである渋谷CLUB CRAWLにて2nd Single TOUR FINAL開催。
- 8月2日　 渋谷CLUB CRAWLにて配信シングル「此処から」レコ発、３度目のツアーを敢行。新宿タワーレコード20周年記念として、1st Single「方舟の案内人」新装版（再販）を150枚限定で発売、即完。
- 11月4日　千葉のホームである、志津Sound Stream Sakuraにて配信シングル「此処から」のTOUR FINAL開催。
- 12月9日　YUMEGIWA GIRL FRIENDとの共催企画「前線より Vol.2」を吉祥寺Planet Kにて開催。

### 2019年
- 2月3日　1st EP「水平線、続く天青」のリリースイベントを下北沢MOSAiCにて開催。結成2周年イベントを行い、4度目のツアーを行う。
- 5月18日　渋谷CLUB CRAWLにてツアーファイナル開催。
- 8月8日　渋谷CLUB CRAWLにて2nd配信シングル×CRAWL14周年を祝うレコ発を開催。5度目のツアー。
- 12月14日　YUMEGIWA GIRL FRIEND共催企画「前線より Vol.3」を下北沢MOSAiCにて両バンドのツアーファイナルとして実施。3回目にして主催公演初完売。

### 2020年
- 1月13日　渋谷タワーレコードB1 CUTUP STUDIOにて新宿渋谷のタワーレコード来日40周年を記念したイベントのO.Aとして出演。
  - 共演：ドラマストア、アイビーカラー、KAKASHI、神はサイコロを振らない
- 1月31日　滋賀の明友Arakezuriと下北沢近松との共催「最高」を下北沢近松にて実施。結成　3周年を祝したフロアライブが行われSOLD OUT。
- 2月19日　1st mini album「白昼夢も何れ」全国約30店舗にて発売開始。
- 2月28日　MASH A&R主催のオーディション「MASHHUNT」MUSH PUSHの2月のピックアップアーティストに選出。
- 3月7日　「東京見放題2020」代打として東京見放題の初出演が決定。※イベントの中止によりライブは実現せず。
- 3月19日　1st mini album「白昼夢も何れ」のツアー「daydream tour初日」イベントを下北沢SHELTERにて開催。
- 3月21日　日テレの音楽番組「バスリズム02」のエンディングコーナー「クイズ!ミュージックビデオ王」にてMUSIC VIDEO”海が見える街”が放送。
- 4月14日　YUMEGIWA GIRL FRIEND共催企画「前線より Vol.3.5」を下北沢MOSAiCにて開催。下北沢のサーキットイベント「KNOCKOUT FES 2020」の中止に伴い配信ライブ実施。
- 6月1日　音楽雑誌「Skream!」に初の雑誌掲載。
- 6月14日　渋谷CLUB CRAWL「daydream tour無観客ワンマンライブ」開催。1st mini albumのTOUR FINALが延期となりOrganic Callの配信ワンマンライブを急遽行う形となる。生放送中に視聴者300人を超え1日限定で残したアーカイブは4000人が視聴。
- 8月23日　渋谷CLUB CRAWL「汽空域 vol.1」Organic Callが主催のツーマンイベントを開催。初回ゲストとしてメメタァが出演。
- 9月20日　渋谷CLUB CRAWL「Re:daydream tour」開催。KAKASHI、街人との昼夜２部制の3マンイベントを開催。この振替公演を機に再度関東圏含め、大阪・名古屋・仙台へとツアーに再び回る。
- 9月21日　日本最大規模の配信サーキットイベントNIPPON CALLINGに出演。
- 12月5日　渋谷TSUTAYA O-CRESTにてRe:Daydream tourのファイナル公演を開催。ゲストにthe satellitesが出演、完売。
- 12月23日　YUMEGIWA GIRL FRIEND共催企画「前線より Vol.4」を下北沢MOSAiCにて開催・完売。

### 2021年
- 3月6日　「東京見放題(FRONTIER EDITION)」に初出演。
- 4月14日　初の全国流通盤として2nd mini albumを発売が決定。
- 4月17日　KNOCKOUT FESの10回目に出演し、大トリとして出演。
- 4月25日　北沢SHELTERにて2nd mini albumツアー初日を開催。ゲストにアメノイロ。が出演、完売。
- 5月16日　MiMIKOKO FES 2021に出演。
- 6月8日　2nd mini albumの発売を記念したアウトストア無料ワンマンを渋谷CLUB CRAWLにて開催。ゲストにofuloverが出演、SOLD OUT。
- 6月11日　テレビ東京「音流〜ONRYU〜」にてアコースティックでの演奏でTV初出演。
- 7月3日　大阪のサーキットイベント「大阪見放題」に初参戦。
- 9月19日　東京にて行われる日本最大規模のサーキットTOKYO CALLINGに初出演。
- 10月10日　MINAMI WHEELにEGGSオーディション枠から出演が決定。
- 11月3日　3rd Single「Hello,Good-bye」を会場盤、TOWER RECORD盤2種類を限定発売。
- 11月24日　「Reunion Tour 2021」ファイナル公演をバンド史上最大キャパ渋谷O-WESTにて開催、完売。この日をもってベースの植木貴士が活動終了

### 2022年
- 2月27日　 バンド5周年を記念した2マンイベント「日常を抜けてシネマの中へ」を渋谷WWWで開催。チケットは完売。

### 2023年
- 9月1日　新ベーシスト・タカハシシモンが加入[2]。

## 作品

### デモ
| 発売日       | 形式        | タイトル | 収録曲                                  | 規格品番 | 料金 | 備考                           |
| ------------ | ----------- | -------- | --------------------------------------- | -------- | ---- | ------------------------------ |
| 2017年2月3日 | Demo Single | Demo CD  | 1.さよならユートピア 2.10年後のあなたへ | ORCA-00  | \0   | 4/25の公演にて配布終了・廃番。 |

### シングル
| 発売日         | 形式         | タイトル           | 収録曲 | 規格品番  | 料金  | 備考 |
| -------------- | ------------ | ------------------ | --- | --------- | ----- | --- |
| 2017年7月2日   | CD           | 方舟の案内人       | 1. さよならユートピア 2. 最後の町で                                                                                            | ORCA-0001 | \500  | 初のシングル。7/2(日)下北沢MOSAiCのリリースイベントにより発売開始                                        |
| 2018年2月3日   | CD           | 黎明を待つ旅人     | 1. 朝焼けに染まった街へ 2. このままで                                                                                          | ORCA-0002 | \500  | 2ndシングル。2018/2/3(土)下北沢MOSAiCのリリースイベントより発売開始同年7月にて廃番                       |
| 2018年8月2日   | デジタル配信 | 此処から           | 1.此処から | ORCA-0003 | \300  | 初の配信シングル。2018/8/2(木)渋谷CLUB CRAWLのリリースイベントよりダウンロード付きポストカード・発売開始 |
| 2019年8月8日   | デジタル配信 | エンドロール       | 1.エンドロール | ORCA-0004 | \500  | 2019/8/8(木)渋谷CLUB CRAWLのリリースイベントよりダウンロード付きポストカード・発売開始                   |
| 2020年9月20日  | 会場限定CD   | 彗星のよう         | 1. 彗星のよう 2. 彗星のよう(acoustic ver)                                                                                      | ORCA-0005 | \500  | |
| 2021年11月3日  | CD           | Hello,Good-bye     | 1. Hello My Friend 2. Good-bye 3. Hello My Friend(Another ver.) 4. 茜色、空に灯す(Live ver.) ※M3は盤形態によって収録曲が異なる | OGCA-0004 | \1000 | 会場盤・タワレコ盤が存在                                                                                 |
| 2022年11月16日 | デジタル配信 | Night Forever      | 1.Night Forever |           |       | 配信シングル                                                                                             |
| 2023年1月25日  | デジタル配信 | 最後の愛           | 1. 最後の愛 2. Night Forever (kai Remix) feat.ナナジュウハチ                                                                   |           |       | 配信シングル                                                                                             |
| 2023年9月6日   | デジタル配信 | 呼ぶ声が鳴る方角へ | 1. 呼ぶ声が鳴る方角へ |           |       | 配信シングル                                                                                             |
| 2023年12月27日 | デジタル配信 | 何故か今日は       | 1. 何故か今日は |           |       | 配信シングル                                                                                             |

### ミニアルバム・EP
| 発売日         | 形式              | タイトル           | 収録曲 | 規格品番                                 | 料金                           | 備考                                                                                                 |
| -------------- | ----------------- | ------------------ | --- | ---------------------------------------- | ------------------------------ | --- |
| 2017年12月16日 | Compilation Album | 前線より Vo.01     | 1. 疾走(YUMEGIWA GIRL FRIEND) 2. 19歳(Organic Call)                                                                            | ZNSN-0001                                | \0                             | 2017/12/16の共催企画のみ配布のコンピCD                                                               |
| 2019年2月3日   | EP                | 水平線、続く天青   | 1. 茜色、空に灯す 2. 愛おしき日々たちへ 3. 3秒前の憂鬱 4. 風の中で                                                             | OGCA-0001                                | \1200                          | タワーレコード4店舗限定で2/6より発売店舗：新宿店、大阪(梅田)NU茶屋町店、名古屋パルコ店、仙台パルコ店 |
| 2020年2月19日  | Mini Album        | 白昼夢も何れ       | 1. 空を飛べるように 2. 海が見える街 3. れない夜には 4. 愛(哀)に花束を 5. flowers 6. 春は巡る                                   | OGCA-0002                                | \1500                          | 全国30店舗にて発売                                                                                   |
| 2021年4月14日  | Mini Album        | 箒星、残像を探して | 1. 明けない夜はない 2. シリウスに誓う 3. 朝焼けに染まった街へ(re:master) 4. かなわない 5. 瞬き 6. 瞑想家のワルツ 7. 彗星のよう | OGCA-0003                                | \1980                          | 初の全国流通盤                                                                                       |
| 2022年5月4日   | Mini Album        | セピアに褪せる     | 1. ブルーアワー 2. Hello My Friend 3. 未来は君の手の中 4. なにもいらない 5. Good-bye                                           | OGCA-5                                   | \1650                          | |
| 2023年5月31日  | Mini Album        | 夢泳ぐ鵠の行方     | 1. ハッピーエンドロール 2. Blue 3. スターライト 4. 最終回 5. 最後の愛 6. Night Forever (feat. ナナジュウハチ) 7. 味方          | RZCD-77740（CD+BD） RZCD-77741（CDのみ） | \4400（CD+BD） \2800（CDのみ） | CD+BD版付属BDには「Evergreen Tour FINAL 2022.08.14 [sun] at Shibuya WWW」 の模様を収録。             |

## タイアップ
| 年     | 曲名               | タイアップ                                               |
| ------ | ------------------ | -------------------------------------------------------- |
| 2022年 | ブルーアワー       | フジテレビ系『めざまし8』2022年4月度エンディング・ソング |
| 2023年 | 呼ぶ声が鳴る方角へ | アニメ『境界戦機 極鋼ノ装鬼』オープニングテーマ          |